# Dersaburg

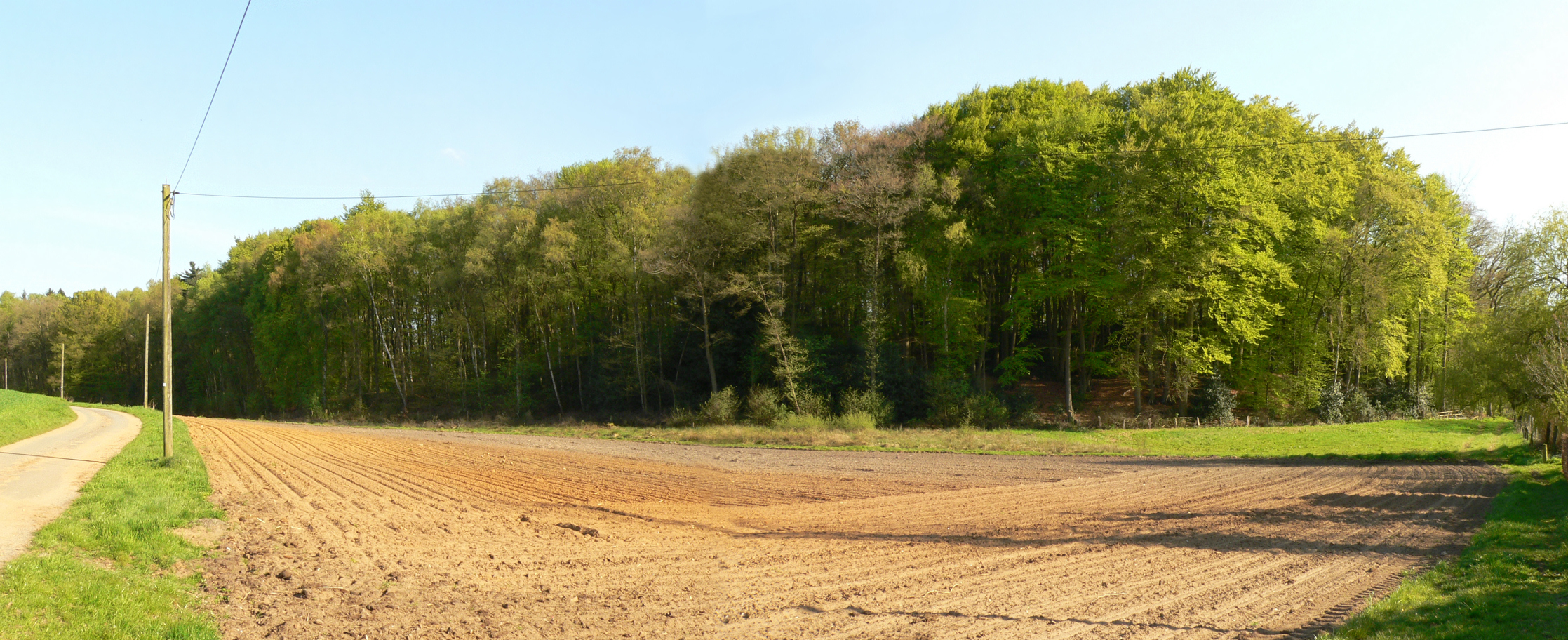
Bewaldeter Höhenzug mit der Dersaburg

Dersaburg ist der Name einer Burganlage, die im frühen Mittelalter und im Hochmittelalter am Nordwestrand der Dammer Berge existierte.

## Lage und Aufbau

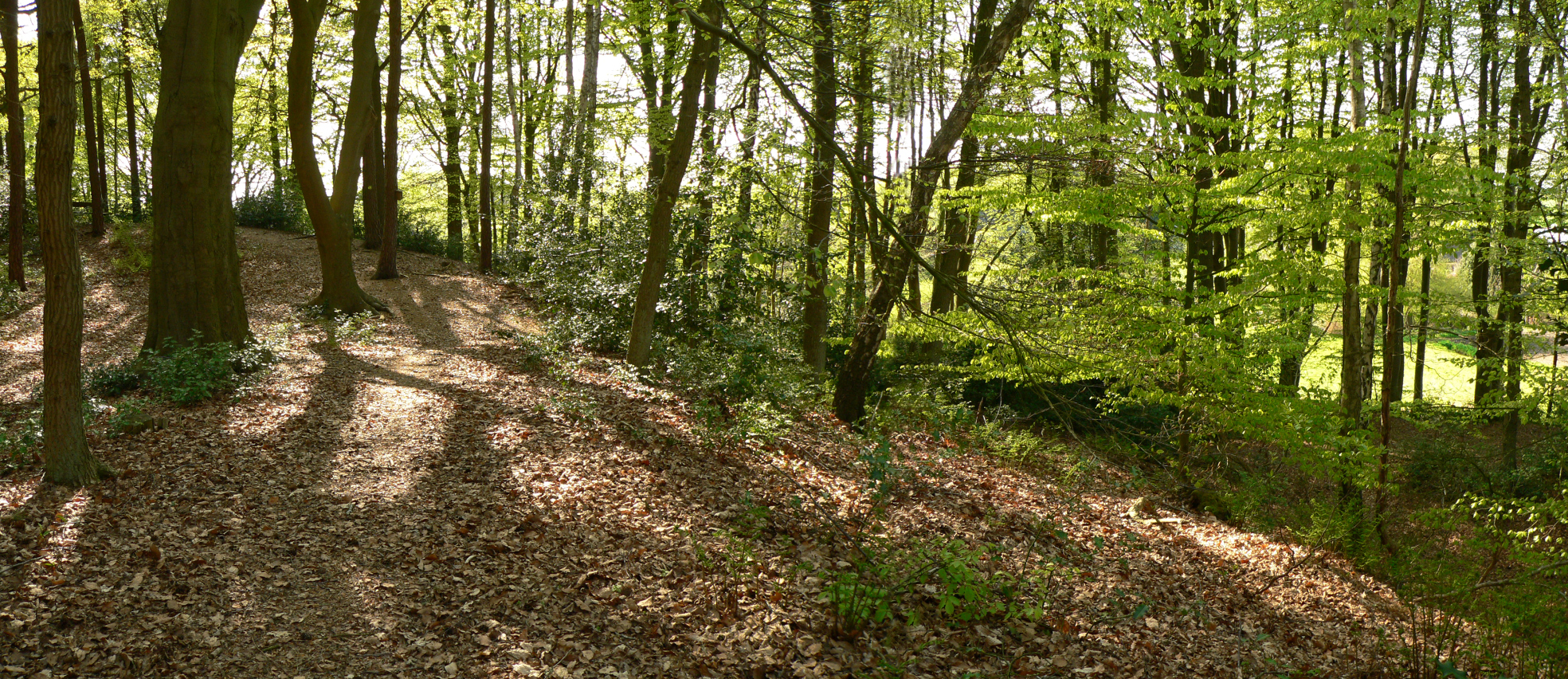
Blick auf den Ringwall

Die Reste der Befestigungsanlage befinden sich heute in der Gemeinde Holdorf (Ortsteil Handorf) im niedersächsischen Landkreis Vechta.
Die Dersaburg liegt auf einem von sumpfigem Gelände umgebenem Sporn, der sich 14 bis 15 Meter hoch über zwei Bachtäler erhebt. Das Spornende nimmt eine ovale Kernburg von 80 × 50 m Größe mit Eingang im Südosten ein. Ihre Befestigung besteht aus einem heute 15 m breiten und 1,3 m hohen, inneren Wall, dem ein 4–9 m tiefer Graben vorgelagert ist. Vor dem Graben zieht sich ein kleinerer Wall fast gänzlich um den Berg und schließlich über den Sporn. Dort, wo er den Sporn überquert, ist ihm ein 2 bis 5 m breiter und kaum 0,5 m tiefer Graben vorgelagert. Ein dritter Befestigungsring ist streckenweise nur noch als Terrasse vorhanden. Der Sporn wird schließlich gegen das Hinterland durch einen mächtigen Abschnittsgraben von 9,5 m Breite und 2,6 m Tiefe abgeriegelt. Der dahinter liegende Wall ist ca. 10 m breit und 2 m hoch. Das gesamte Ausmaß der Anlage beträgt 317 × 122 m.
Über die Innenbebauung ist nichts bekannt, da bislang keine archäologischen Untersuchungen stattgefunden haben.

## Geschichte
Der Name der Dersaburg leitet sich von der 785 erstmals urkundlich erwähnten Gebietsbezeichnung „Dersia“ bzw. dem im 10. Jahrhundert so genannten Dersagau ab. Ausdrückliche Erwähnungen der Burg während ihrer Nutzungszeit existieren nicht. Der komplizierte, mehrteilige Aufbau der Befestigung lässt eine Entststehung in mehreren Phasen zwischen Früh- und Hochmittelalter vermuten. Möglich ist eine Herkunft aus altem Besitz des Bistums Osnabrück, das im Raum um Holdorf und Damme reichen Grundbesitz sein eigen nannte. 1285 wird das bischöfliche Tafelgut ausdrücklich als „sita super Derseburgh“ (lat. für „um die Dersaburg gelegen“) bezeichnet.
In der Zeit der Christianisierung des Sachsenlandes spielt eine Sage mit dem Titel Das weiße Fräulein von der Dersaburg. Die Handlung wurde 2007 von dem Dammer Schriftsteller Bernd Kessens zu einem Drama verarbeitet.

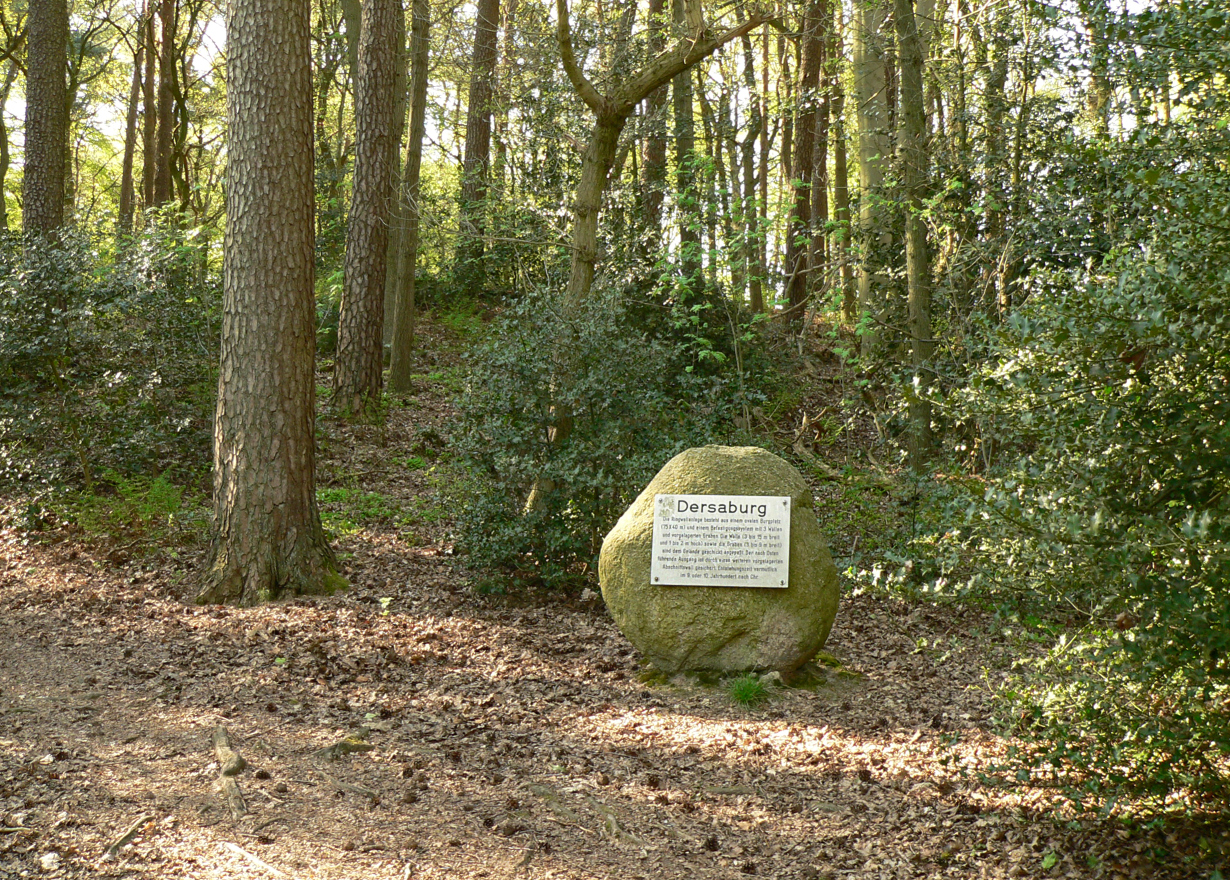
Informationstafel am Fuße der Dersaburg
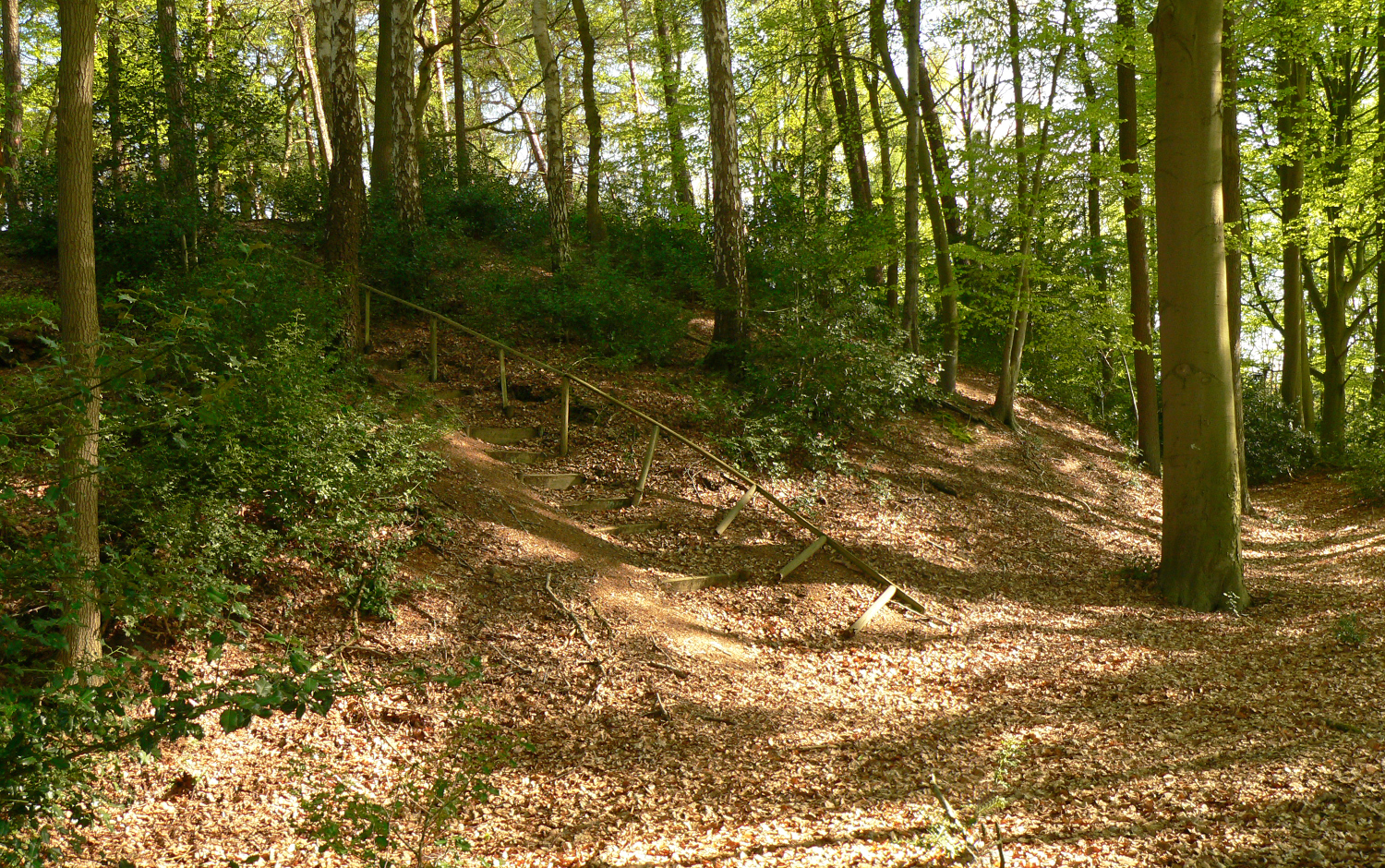
Aufgang zum Ringwall der Dersaburg
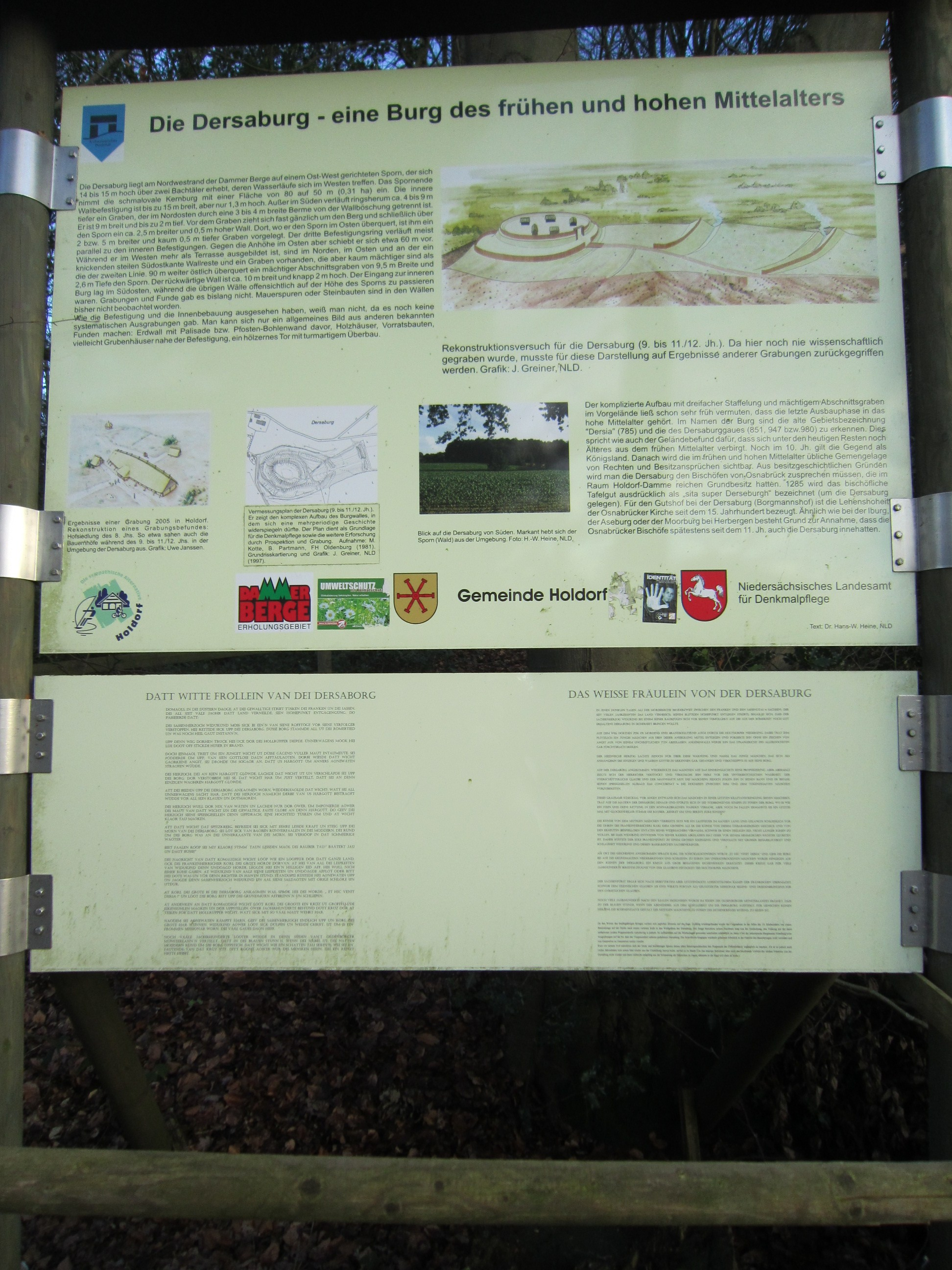
Informationstafel an der Burgstelle
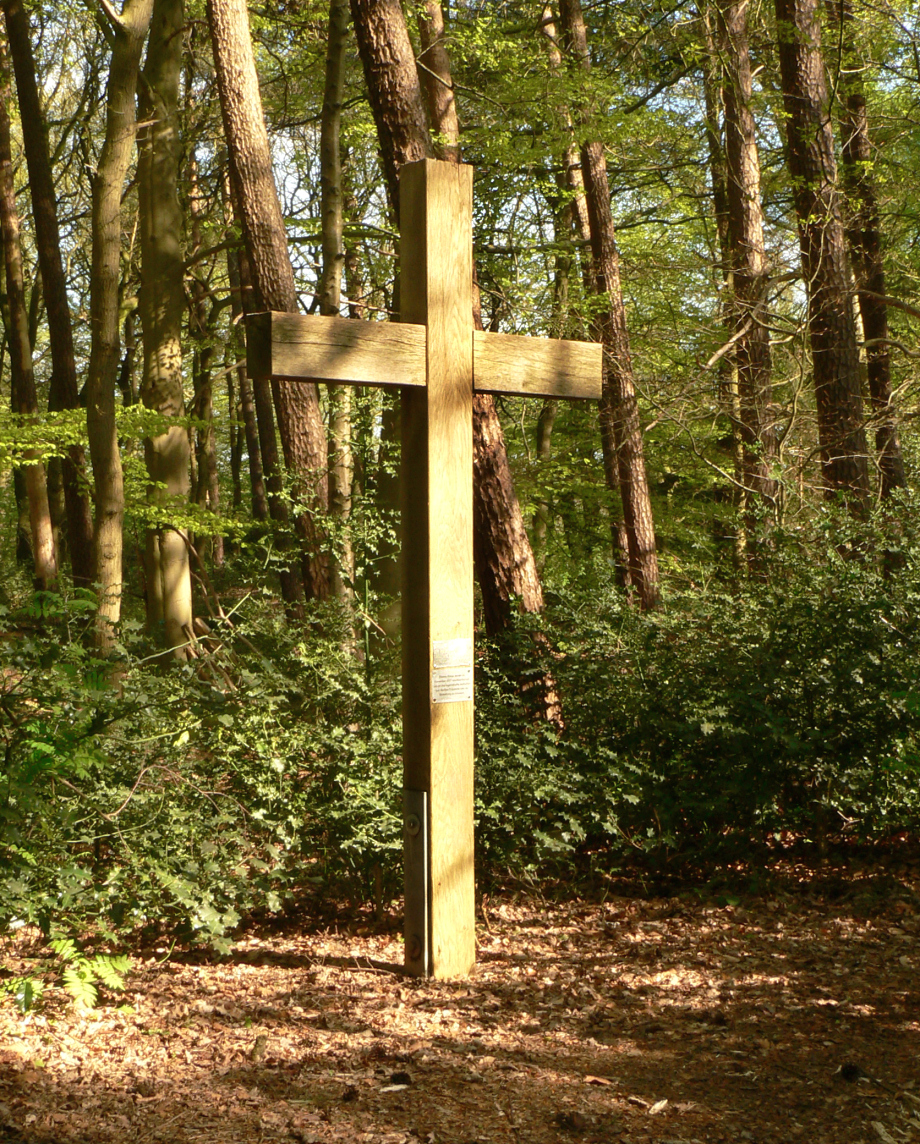
2007 aufgestelltes Kreuz zur Erinnerung an Das weiße Fräulein von der Dersaburg